# Ford Model AA
Ford Model AA a fost un camion produs de Ford între 1927 și 1932. Deoarece modelele T și TT au devenit învechite și trebuiau înlocuite, Henry Ford a început proiectările inițiale ale modelului A și modelului AA în 1926. Structura de bază a șasiului a fost realizată rapid iar dezvoltarea mecanică a fost avansată rapid. Designul și stilul caroseriei au fost dezvoltate și apoi externalizate către diferiți producători de caroserii, inclusiv Briggs și Murray. Modelele modelului A împărtășeau piese și materiale cu modelul AA Ford, în special caroseria, motorul și interiorul. AA primea de obicei interioare mai simple decât omologii lor din mașină. Modelul AA a urmat modificări de proiectare similare cu modelul A în cei patru ani de producție ai AA, adesea întârziați de la trei la nouă luni.

## Istoric
Modelul AA Ford este alimentat de același motor I4 de 201 inci (3,3 L) pe care l-a folosit și modelul A Ford. Motorul a produs maximum 40 de cai putere la 2.200 rpm. Motorul avea un carburator de curent ascendent, generator de șase volți, ventilator cu 2 și 4 pale, pompă mecanică de apă, pompă mecanică de ulei, demaror electric și radiator cu patru rânduri. Toate aceste caracteristici erau identice cu modelul Ford Ford, cu excepția radiatorului. De asemenea, motorul poate fi pornit cu manivela, dacă este necesar, de o manivelă manuală care este introdusă printr-o gaură din carcasa radiatorului. Modelul AA se baza pe un șasiu care avea un design similar cu modelul Ford A, cu excepția faptului că era substanțial mai mare și mai greu pentru a se potrivi lucrărilor pentru care a fost proiectat acest camion.
Modelul AA Ford are o cutie de viteze manuală cu patru trepte. Treapta de viteze suplimentară din transmisie este o treaptă de viteză „bunicuță” sau „târâtoare” cu un raport de reducere mai mare decât prima treaptă de viteză a unui model A Ford, pentru a oferi un cuplu mai mare la deplasarea unui camion încărcat. Viteza a doua până la a patra de pe transmisia Model AA au avut raporturi similare cu cele de la prima până la a treia treaptă de viteză pentru transmisia Model A. Transmisia Model AA a prezentat, de asemenea, un blocaj pe butonul de schimbare a mersului înapoi, care a necesitat o manetă pentru a fi activată cu degetul mare, astfel încât să poată fi cuplat înapoi. Acest lucru a fost făcut pentru a preveni angajarea accidentală a mersului înapoi în timp ce camionul era în mișcare. Primele camioane aveau un capăt de viteză cu melc care limitează viteza maximă a camionului. Acea parte din spate a fost înlocuită de un diferențial cu inel și pinion pentru a îmbunătăți viteza camionului. Diferențialul ulterior a venit cu opțiuni de viteză mare și viteză mică. Modelele ulterioare au fost echipate cu bretele pe carcasa exterioară a capătului din spate pentru a oferi un sprijin suplimentar carcasei din spate.
Suspensia camionului AA a fost similară cu modelul A Ford din partea din față. Un arc arc este centrat în cadrul „A” din față peste puntea față. Amortizoarele erau disponibile pentru capătul frontal. Suspensia din spate diferea de modelul Ford A. AA avea arcuri cu foi montate pe șasiu și fixate pe puntea spate. Suspensia din spate nu avea șocuri. Camionul a fost exportat și în Uniunea Sovietică între 1928 și 1931, când a fost înlocuit de GAZ-AA.